# Protomé

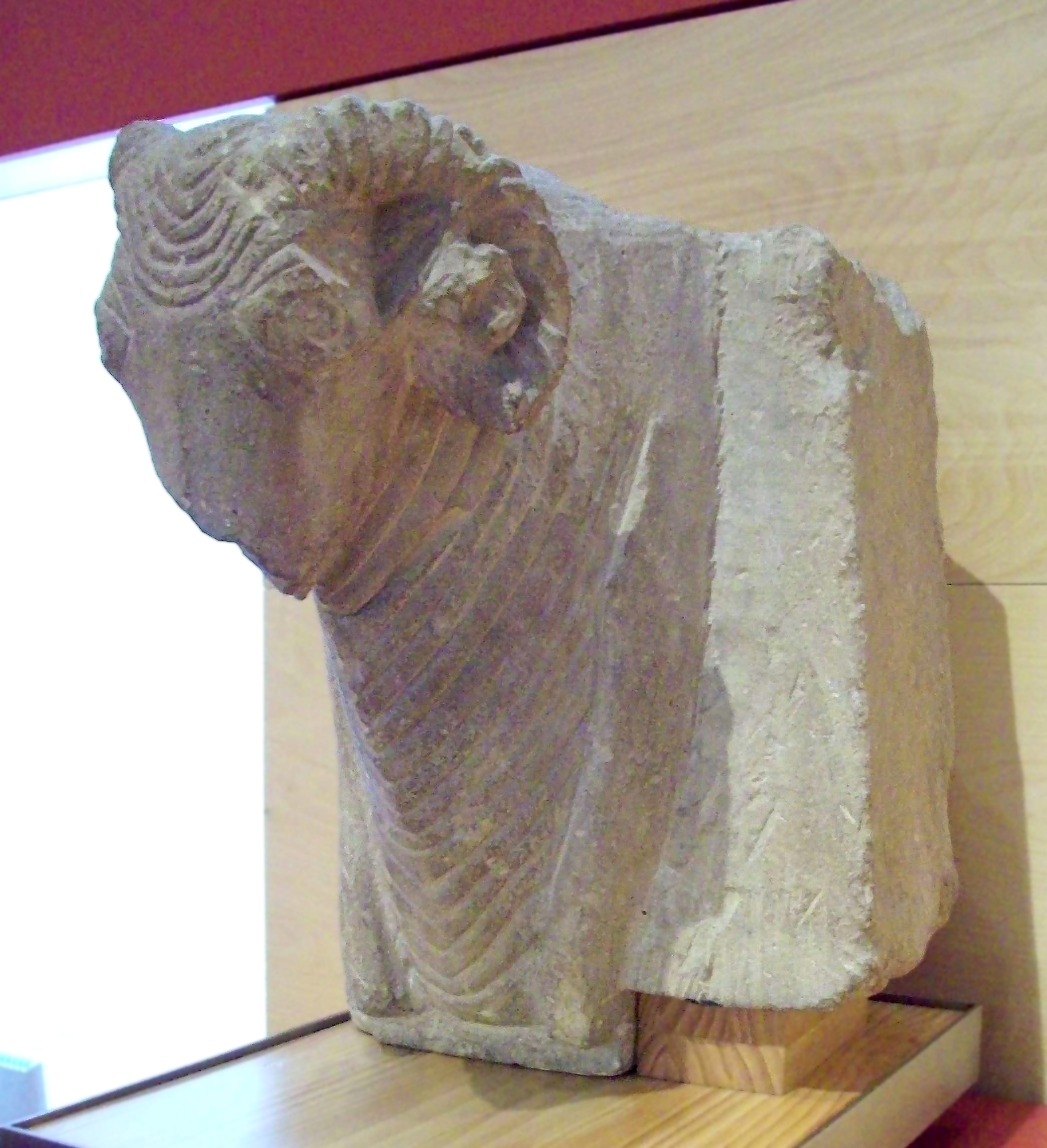
Protomé ibérique d'un bélier (ou), musée archéologique de Madrid.

Un protomé (grec : προτομή ; de προ, « avant » et τέμνω, « couper » ) est une représentation partielle, éventuellement en avant-corps, d'un animal réel ou fictif, ou d'un être humain. C'est, plus précisément le buste humain ou la partie antérieure d'un animal, employé comme motif décoratif peint, en relief ou en ronde-bosse.

## Description et histoire
Il est composé de la tête de l'être humain ou de l'animal et de la partie antérieure du corps (buste), et même, parfois, des membres antérieurs, ou, à l'inverse, de la seule partie supérieure du buste ou de la partie antérieure du corps. Il est employé comme motif décoratif ou servant de support, dans des éléments architecturaux (colonnes par exemple) ou décoratifs (objets cultuels ou non, mobilier, céramique, vases, rhytons, orfèvrerie, monnaies, etc.), le plus souvent antiques.
En Orient, ce motif apparaît à l'époque achéménide, aussi bien en architecture que sur des objets cultuels ou des objets à évocation symbolique (taureaux, gazelles, griffons, etc.). Dans l'architecture, on les remarque sur les chapiteaux des colonnes. Ils étaient alors recouverts de feuilles d'or.
En Occident, ce motif apparaît en Grèce au VIIe siècle av. J.-C. et se répand à l'époque hellénistique de nouveau à tout l'Orient. Il peut alors se trouver, notamment en numismatique, avec des figures humaines et non pas seulement animales, comportant une partie du poitrail.
C'est au XIXe siècle que ce terme est entré dans le vocabulaire de l'histoire de l'art.

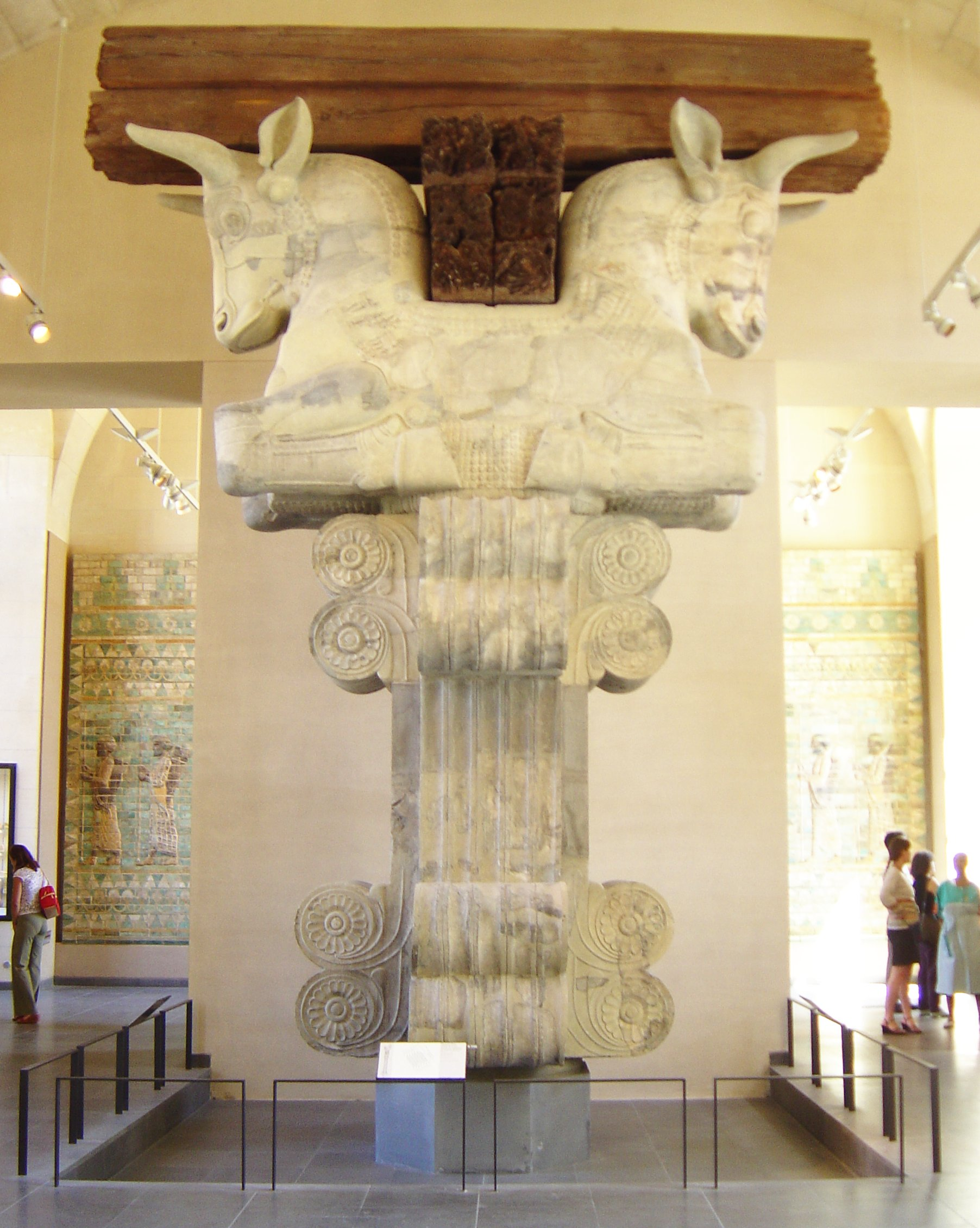
Chapiteau de colonne provenant de la salle d'audience du palais de Darius à Suse avec deux protomés de taureaux (VIe siècle av. J.-C.), Paris, musée du Louvre.
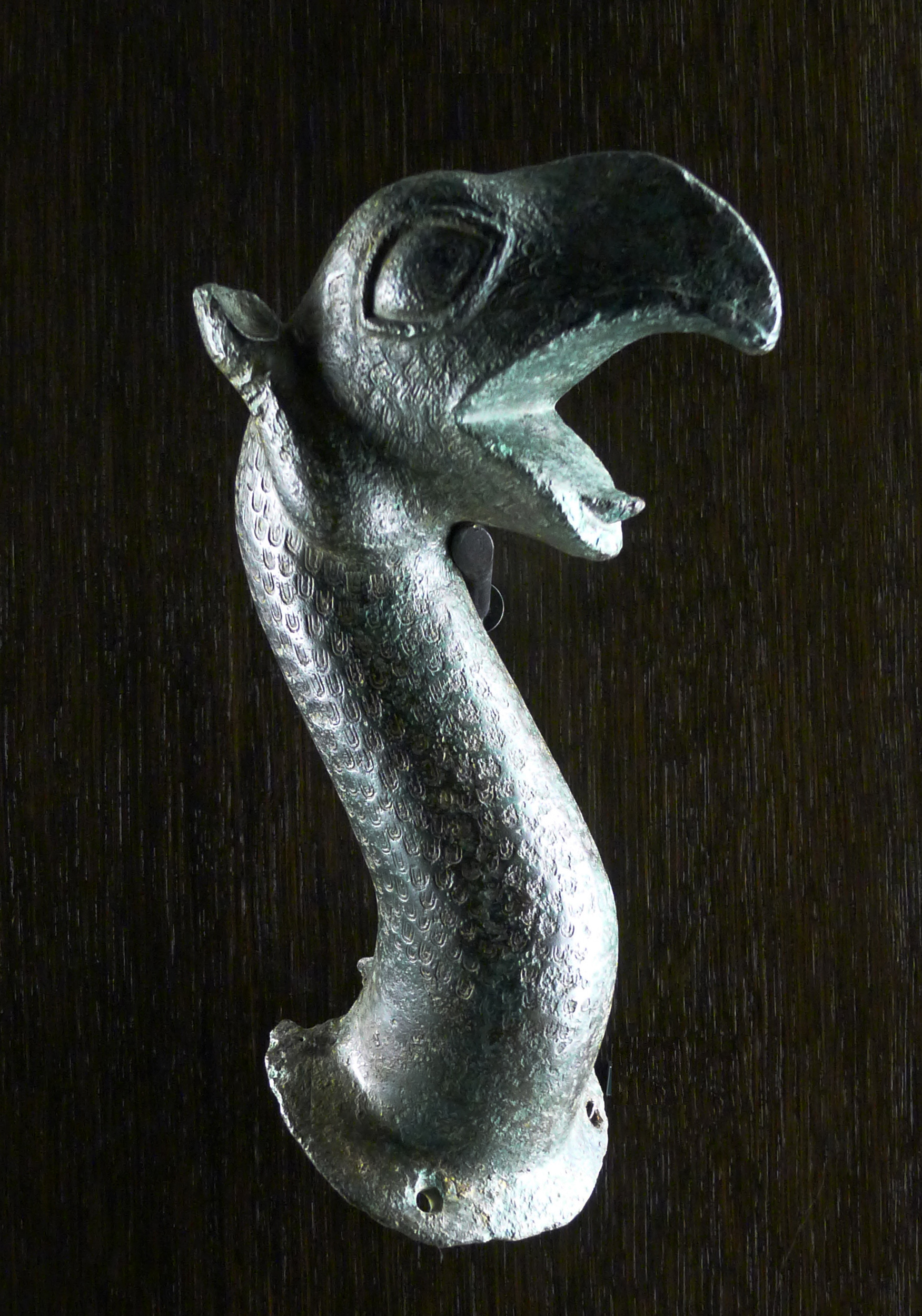
Protomé de griffon trouvé dans la Loire datant du début du VIe siècle av. J.-C., musée des Beaux-Arts d'Angers.
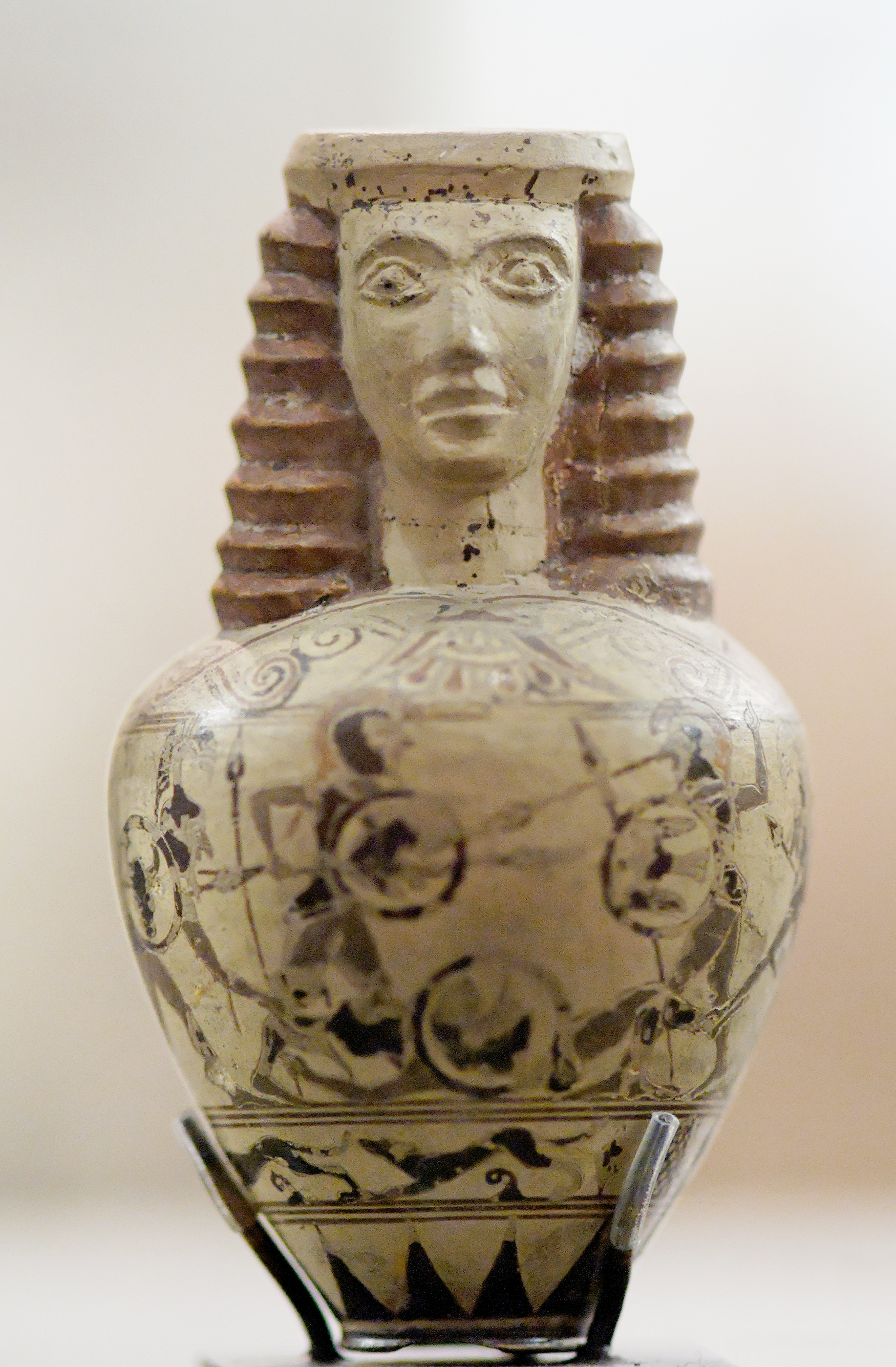
Aryballe en forme de protomé féminin avec combat de hoplites et chasse au lièvre, h. 7,2 cm. Protocorinthien récent, vers 650-630, Paris, musée du Louvre.
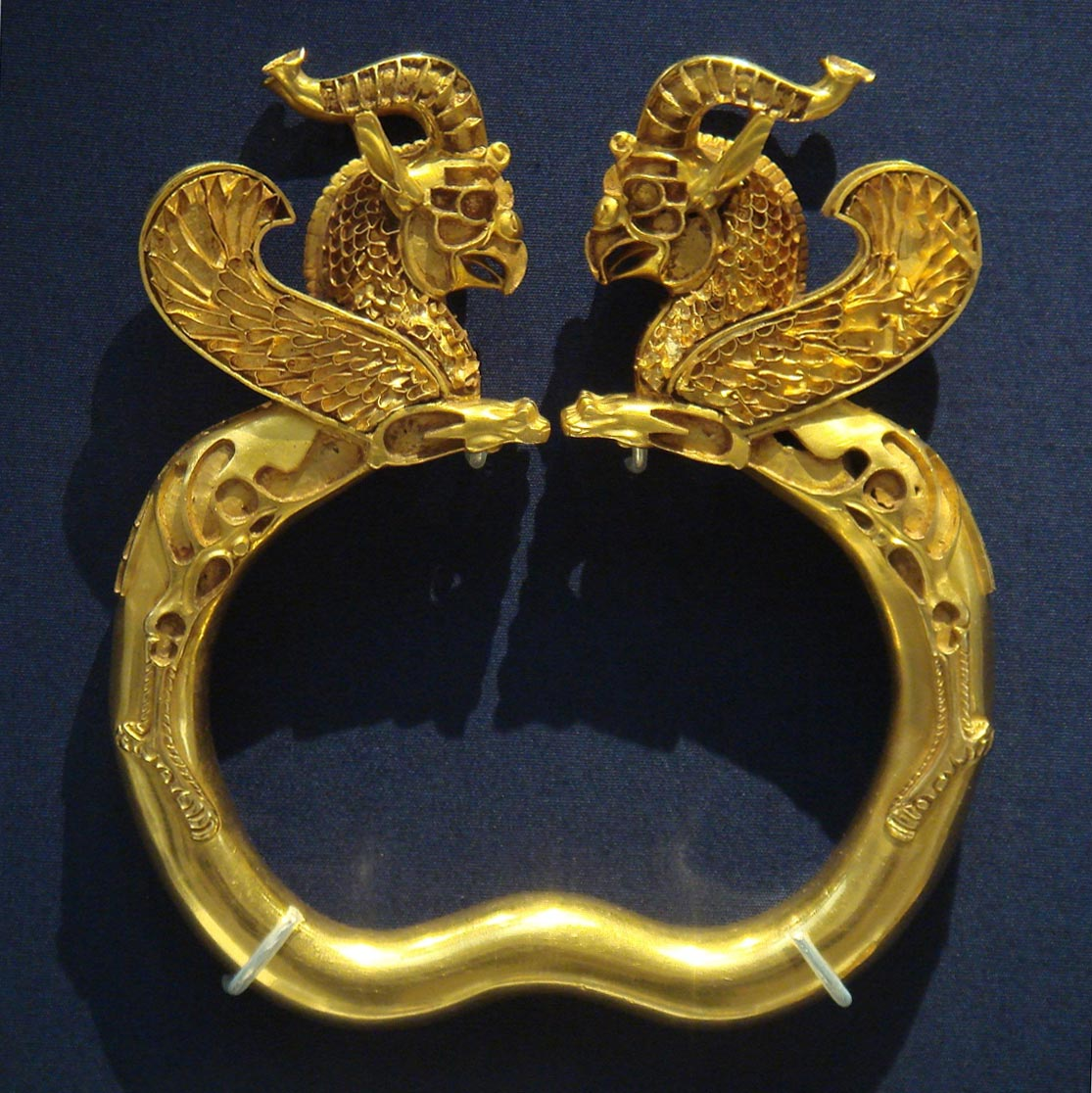
Bracelet du Trésor de l'Oxus, époque achéménide, Ve siècle av. J.-C.-IVe siècle av. J.-C., Londres, British Museum.

## Héraldique
Terme rare synonyme de "Tête et Col" réservé au cerf.